# Chris Coleman
Christopher "Chris" Coleman (født 10. juni, 1970 i Swansea, Glamorgan) er en walisisk manager, som i øjeblikket er arbejdsløs. Han var senest manager i kinesiske Hebei China Fortune, hvor han blev fyret grundet dårlige resultater i maj 2019. 
Som spiller var han placeret i det centrale forsvar og i sjældne tilfælde som angriber. I sin karriere repræsenterede han Swansea City, Crystal Palace, Blackburn Rovers og Fulham. Coleman opnåede desuden 32 landskampe for Wales. 
Som manager var hans mest bemærkelsesværdige resultat en niendeplads til Fulham i 2004, da holdet var blevet tippet til nedrykning. Det var samtidig, på det tidspunkt, det bedste slutresultat for Fulham nogensinde, indtil det blev slået af Roy Hodgson i sæsonen 2008/09 (7. plads). Efter at have forladt Fulham, har han endvidere været træner for spanske Real Sociedad og engelske Coventry. I 2011 tog han over i græske Larissa.